# Гигантский короткомордый медведь
Гига́нтский короткомо́рдый медве́дь (лат. Arctodus simus) — вымерший вид из семейства медвежьих, обитавший в Северной Америке в плейстоцене (800 тыс. — 11 тыс. лет назад). Являлся одним из самых крупных представителей семейства медвежьих. Крупнее его могли быть лишь отдельные особи южноамериканских медведей арктотериев, вымерших примерно в тот же период. 

## Описание

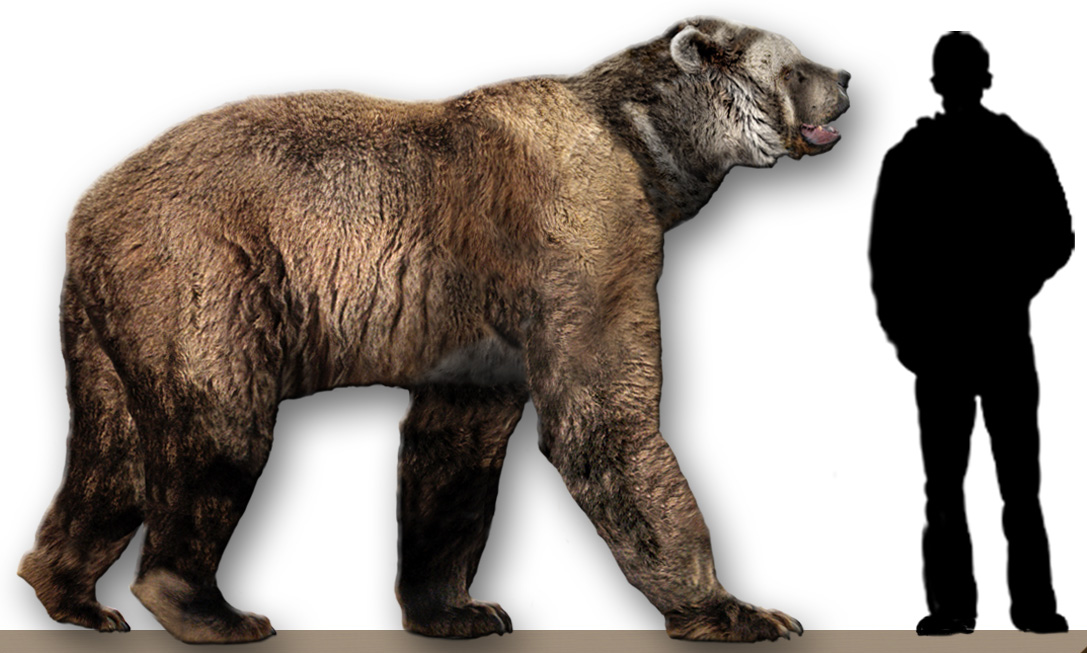
Сравнение размеров короткомордого медведя и человека

Гигантский короткомордый медведь был одним из самых крупных хищных млекопитающих, которые обитали на Земле в эпоху оледенения. В размерах с ним соперничают некоторые более ранние плотоядные гигантские млекопитающие, такие как эндрюсарх, саркастодон и мегистотерий.
Исходя из находок скелетов, высота в холке составляла от 1,5-1,8 м, а выпрямившись, короткомордый медведь достигал в высоту в среднем 3,4-3,7 м. По расчётам учёных, самцы весили в среднем 800 кг, а самые крупные из них гипотетически могли достигать веса до 1200 кг, что заметно больше, чем самые тяжёлые кадьяки или белые медведи. Как и у большинства современных медведей, у короткомордого медведя был сильно выражен половой диморфизм в отношении величины и силы (самцы крупнее самок).
Помимо особо короткой морды, которой он обязан своим названием, этот вид в своей анатомии имел множество особенностей, которые отличали его от других представителей семейства. Из всех известных медведей короткомордый медведь имел наиболее приспособленные к плотоядному стилю жизни челюсти. Его клыки были очень массивными и направлены в разные стороны, как у тигра, что, в совокупности с очень сильной челюстной мускулатурой, позволяло делать мощные умертвляющие укусы. Боковые зубы были эффективными в разрезании мяса, сухожилий, кожи и костей. В целом по пропорциям черепа имел больше общего с крупными кошачьими, чем с бурыми или чёрными медведями. Понижающаяся сзади линия спины и мощные плечи напоминают телосложение гиены, а способ передвижения и питания короткомордого медведя, который был хищником и пожирателем падали, вполне совпадали с таковыми гиен, хотя, в отличие от них, рассматриваемый вид жил и охотился, вероятно, в одиночку.

## Поведение

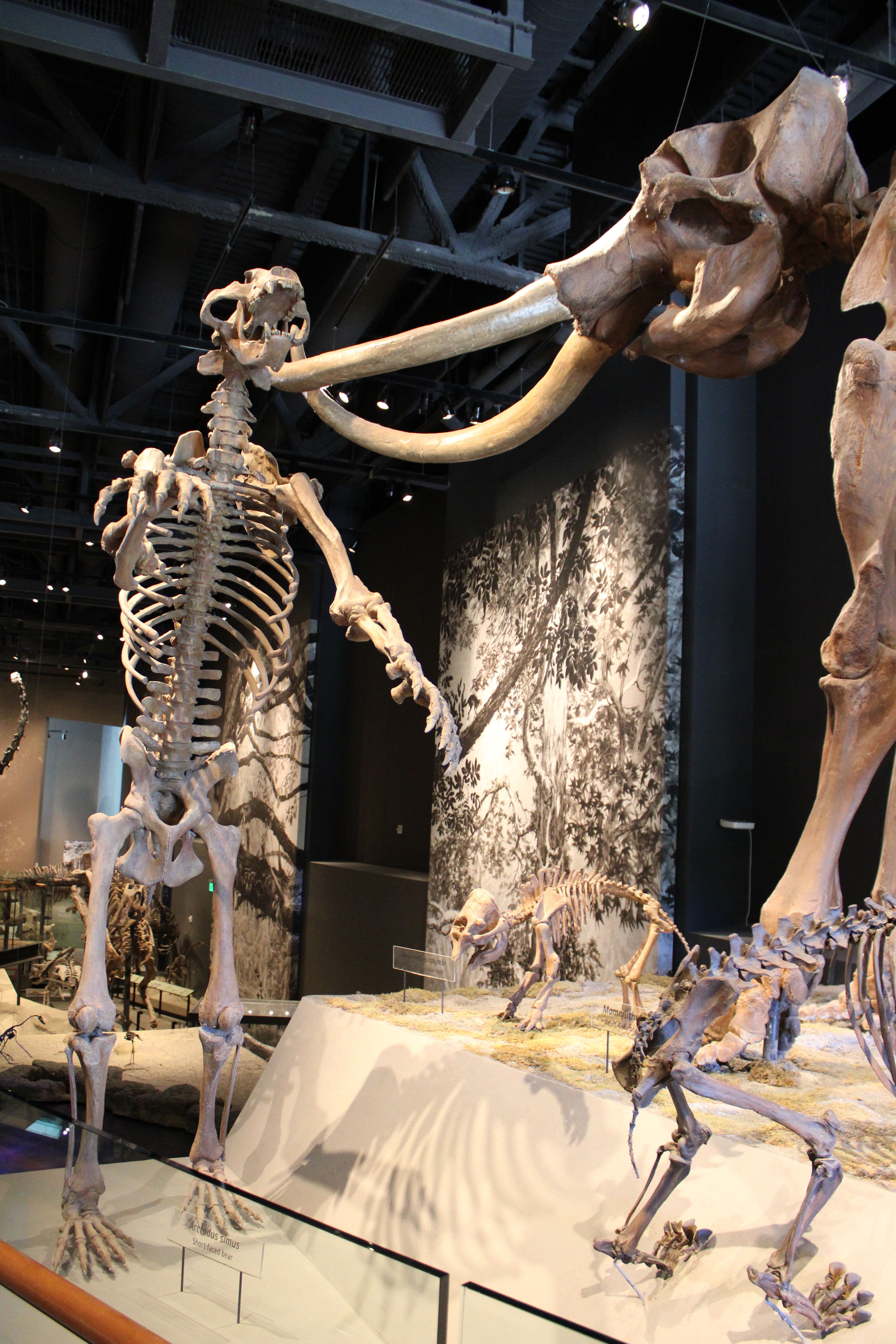
Arctodus simus и колумбийский мамонт (Mammuthus columbi)

Из-за своих крупных размеров, короткомордый медведь был не в состоянии долго преследовать быструю добычу, вроде копытных. Поэтому, как предполагают учёные, он был клептопаразитом, отбирая добычу у более мелких хищников (ужасных волков, смилодонов, американского льва, более мелких видов медведей), либо был падальщиком, поедающим трупы крупных млекопитающих, таких как шерстистый мамонт или американский мастодонт. Изотопные исследования зубов и костей гигантского короткомордого медведя не подтвердили версии, что он был суперхищником или падальщиком. Вероятнее всего, он был всеядным, так же, как и современные медведи, однако более плотоядным, чем бурый, предпочитая кормиться на тушах погибших крупных млекопитающих, отгоняя от них других хищников. Короткомордый медведь, по всей видимости, был опасным врагом первых людей на американском континенте, так называемой культуры Кловис и её предшественников.

## Вымирание
Короткомордый медведь вымер к концу оледенения (около 11 000 лет назад), скорее всего после того, как стали исчезать крупные млекопитающие, которые были основой его рациона.
Вымирание гигантского короткомордого медведя пошло на пользу меньшим и более слабым бурым медведям, которым ранее мешала конкуренция с ним и которые, возможно, сами были объектом его нападений.

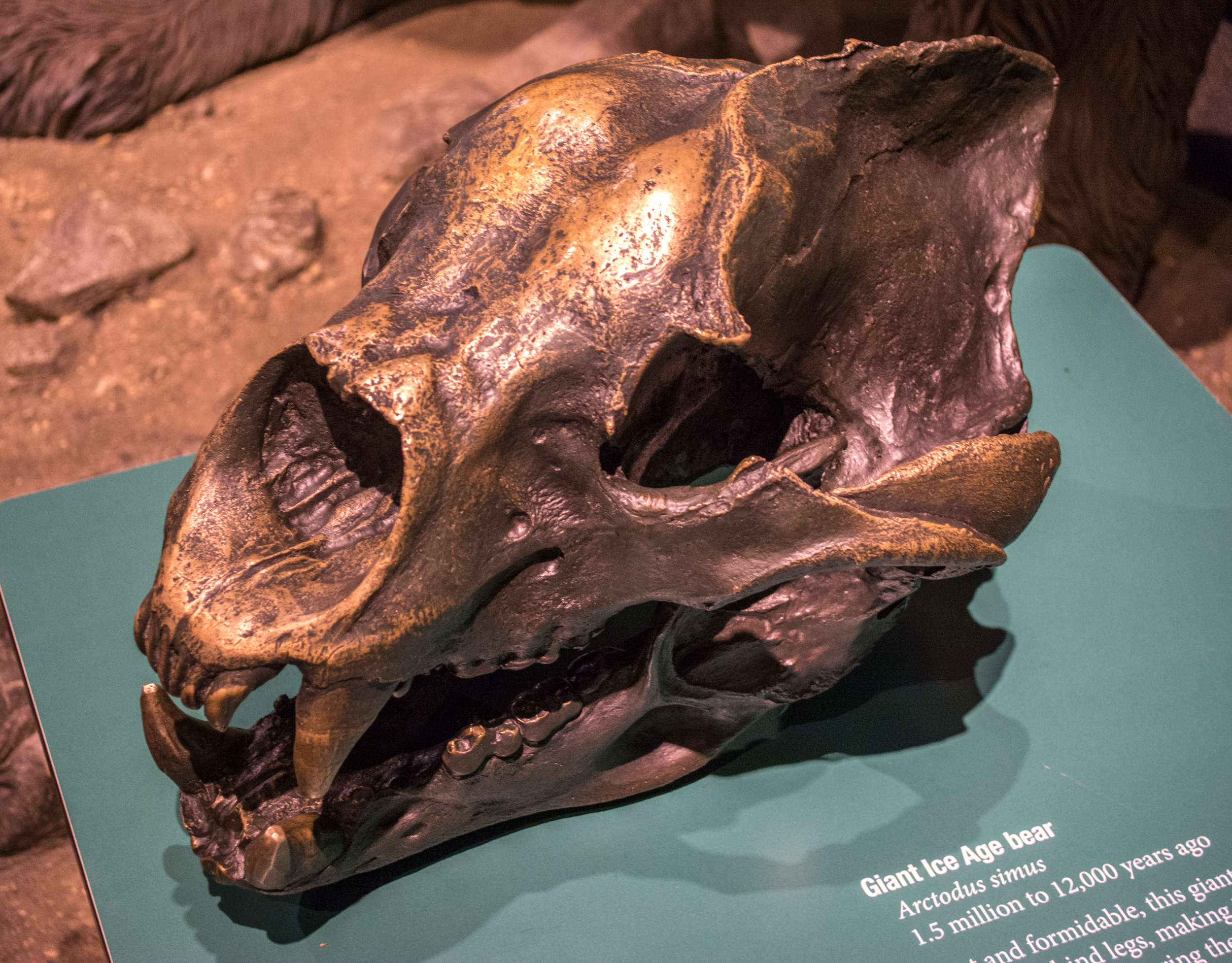
Череп гигантского короткомордого медведя в Кливлендском музее естественной истории, Кливленд, штат Огайо

## Родство
Самым близким из современных родственников гигантского короткомордого медведя является очковый медведь, обитающий в Южной Америке. Во Флориде обитал родственный вид Tremarctos floridanus, который, по-видимому, как и европейский пещерный медведь питался преимущественно растительной пищей. Он был меньше гигантского короткомордого медведя, но крупнее очкового медведя. Эти три вида сегодня относят к подсемейству короткомордых медведей (Tremarctinae). Другим видом из того же рода был малый короткомордый медведь Arctodus pristinus.

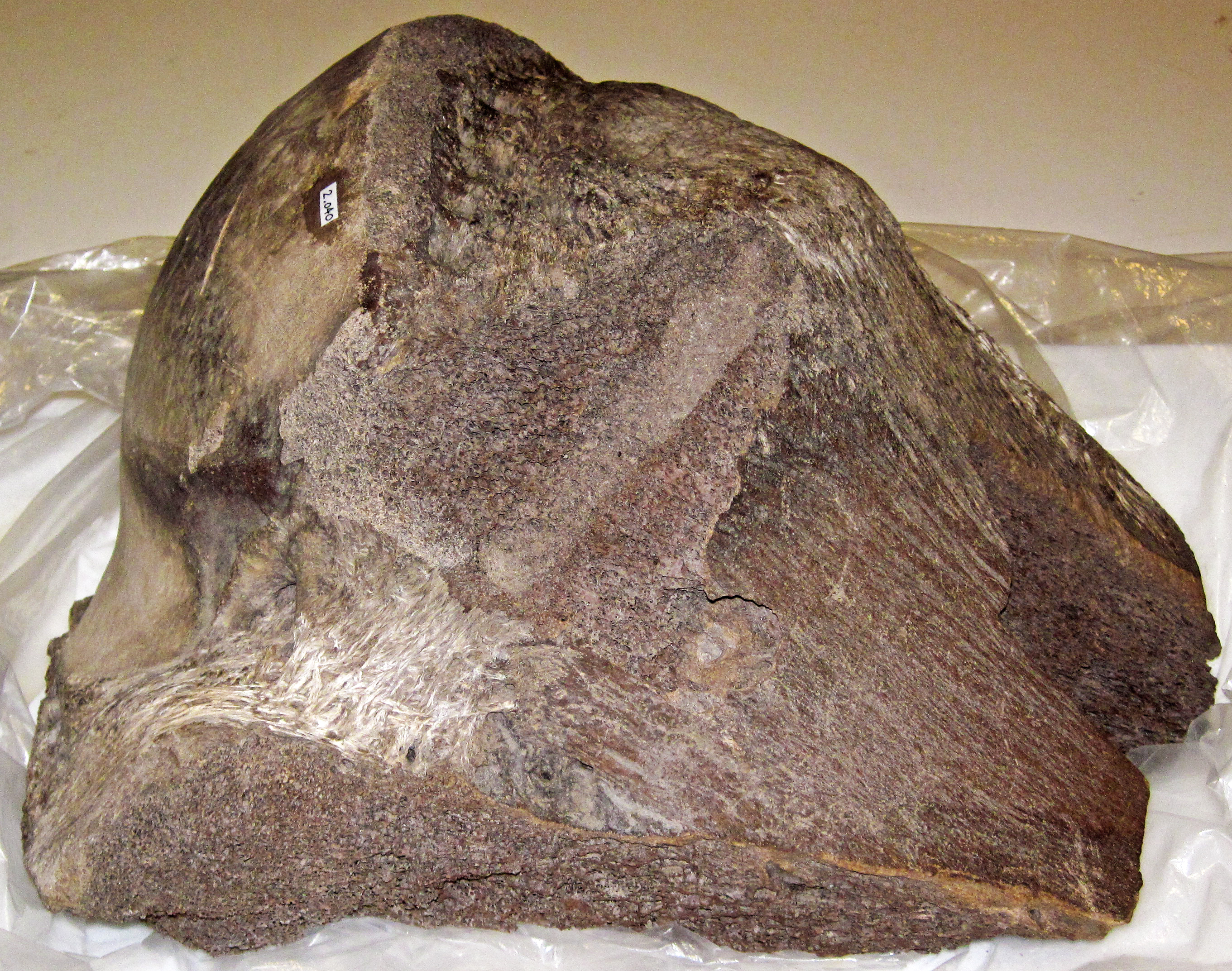
Кость ноги американского мастодонта со следами зубов гигантского короткомордого медведя

## Возможное воссоздание
Согласно публикациям биологов, короткомордый медведь относится к списку тех вымерших видов, которых возможно воссоздать методами генной инженерии в среднесрочной перспективе. Его геном достаточно хорошо сохранился и при дальнейшем развитии компьютерных технологий может быть восстановлен полностью. Проблемой является нахождение суррогатной матери, так как ближайшие родственники — очковые медведи весят примерно в десять раз меньше.